# هارولد فالترمایر
هارولد فالترمایر (Harold Faltermeyer؛ زادهٔ ۵ اکتبر ۱۹۵۲) موسیقی‌دان، نوازندهٔ صفحه کلید (کیبورد)، آهنگساز و تهیّه‌کنندهٔ موسیقی آلمانی است. مشهورترین اثرش «اکسل اف» نام دارد.